# Liskivșciîna, Romnî
Liskivșciîna (în ucraineană Лісківщина) este un sat în comuna Artiuhivka din raionul Romnî, regiunea Sumî, Ucraina.

## Demografie
Componența lingvistică a localității Liskivșciîna
     Ucraineană (98,46%)
     Rusă (1,54%)
Conform recensământului din 2001, majoritatea populației localității Liskivșciîna era vorbitoare de ucraineană (98,46%), existând în minoritate și vorbitori de rusă (1,54%).